# Boldklubben 1909
Boldklubben 1909, zkráceně B 1909, je dánský fotbalový klub sídlící v Odense. Tým byl dvakrát mistrem Dánska. Klubovými barvami jsou červená a bílá.

## Historie
Klub byl založen v roce 1909. 1. ligu začal hrát až po druhé světové válce. Byl dvakrát mistrem Dánska. V roce 2006 se sloučil s Boldklubben 1913 a Dalum IF, čímž vznikl FC Fyn. Ten zanikl v roce 2013 a původní kluby byly obnoveny.
Největším úspěchem na mezinárodní scéně bylo čtvrtfinále PVP v ročníku 1962/63.

## Úspěchy
- Liga (2): 1959, 1964
- Pohár (2): 1962, 1971
- 38 sezon v 1. lize